# Lazarica
Lazarica (Servisch cyrillisch Лазарица) is een plaats in de Servische gemeente Kruševac. De plaats telt 1521 inwoners (2002).